# داگمار هوتکووا
داگمار هوتکووا (اسلواکی: Dagmar Huťková؛ زادهٔ ۲۰ دسامبر ۱۹۷۱) بازیکن زن بسکتبال اهل اسلواکی بود. وی در بازی‌های المپیک تابستانی ۲۰۰۰ شرکت کرده‌است.